# Сиянко, Климент Евдокимович
Климент Евдокимович Сиянко (1868—1946) — заместитель заведующего асканийского зоопарка, Герой Труда (1928).

## Биография
Родился 25 ноября 1868 года в селе Тюньки Чигиринского уезда Киевской губернии (по другим данным — в селе Томковое Черниговской губернии) в религиозно-патриархальной крестьянской семье.
Закончив церковно-приходскую школу, в 1884 году батраком попал в село Аскания-Нова. Вначале работал в плодовом саду, а с 1886 года по 5 июля 1930 года — в зоологическом парке заповедника Аскания-Нова. Хозяин Аскании-Нова Фридрих Фальц-Фейн быстро заметил трудолюбивого и талантливого парня и доверил ему самые заветные мечты.

«В Аскании должен быть создан величайший зоопарк мира, рай для животных в огромном заповеднике, — говорил Фридрих своему молодому сподвижнику Климу Сиянко. — Каждое растение станет жить, как предопределено природой. И животные, которые здесь будут жить, не должны испытывать никакого страха при шагах человека, который к ним приближается. Спокойно и безмятежно они должны строить свои гнезда и норы, выращивать своих детенышей, и, наконец, умирать в густой чаще… Степь должна принадлежать животным».
(Heiss, 1970).

Сиянко становится заместителем заведующего асканийским зоопарком, проводит инкубационные работы, впервые получает в неволе приплод от страусов: африканских — в 1895 году, нанду — в 1898 году, эму — 1916 году. Под руководством Климентия Евдокимовича асканийский зоопарк становится одним из лучших в Российской империи.
В середине 1917 года Фридрих Фальц-Фейн навсегда покидает Асканию-Нова. Временное правительство и научные организации России, обеспокоенные судьбой заповедника, направляют для охраны Аскании других учёных, однако они ничего бы не добились, если бы не самоотверженные усилия старых асканийцев — К. Е. Сиянко и других. Недаром некоторые из старых работников Фальц-Фейна, в том числе и К. Сиянко, были в 1920-х годах удостоены звания Героя Труда.
Летом 1930 года в заповеднике начинается очередная «чистка». Сиянко, вместе с Генрихом Рибергером, основателем и бережливым хранителем асканийского музея, как старых работников «богача» 5 июля 1930 года изгоняют из заповедника. Он переселяется в село Скворцовка, что неподалёку. Однако на этом бедствия 65-летнего старика Сиянко не закончились. 29 октября 1933 года его арестовывают по подозрению в участии в асканийской контрреволюционной организации. В совершении преступлений, предусмотренных ст. 54-11 УК УССР «виновным себя признал». Однако в ГУЛАГ Сиянко сослан не был — он и ещё трое пожилых людей получили по 3 года условно и были выпущены на волю.
Умер Климентий Евдокимович 28 февраля 1946 года в Мелитополе. Был реабилитирован определением Судебной коллегии по уголовным делам Верховного суда УССР 2 ноября 1957 года посмертно.

## Награды и Память
- Герой Труда (1928)[2].